# اوسهان چاکیر
اوسهان چاکیر (انگلیسی: Ushan Çakır؛ زادهٔ ۲۳ مهٔ ۱۹۸۴) بازیگر اهل ترکیه است.
از فیلم‌ها یا برنامه‌های تلویزیونی که وی در آن نقش داشته‌است می‌توان به خویشاوندان پدربزرگم، ظهور امپراطوری‌ها : عثمانی و خانواده اشاره کرد.